# MET-Art
Met-Art — флагманський сайт мережі MetArt Network, групи еротичних сайтів, які досліджують наготу і відвертий секс за допомогою художньої фотографії і відео. Це художній сайт про ню-фотографії, що належить компанії HLP General Partners Incorporated з Санта-Моніки, штат Каліфорнія. На сайті представлені еротичні фотографії частково або повністю оголених жінок. Сайт знаходиться в мережі з 1998 року (спочатку як MostEroticTeens.com).

## Опис
MetArt — один з декількох вебсайтів, які є власністю або обслуговуються мережею MetArt. Його сестринський сайт SexArt пропонує «романтичне порно» як для жінок, так і для чоловіків, орієнтуючись на еротику, чуттєвість і артистизм. Фотографії та фільми мають великі бюджети і висококласний стиль. Фільми часто знімаються в екзотичних місцях і показують красивих дівчат та інтригуючі сюжетні лінії. Співвласниками мережі MetArt є Алекс Хейг і Г. А. Вейн.

## Нагороди та номінації
| Рік  | Нагорода          | Результат | Категорія                                                           |
| ---- | ----------------- | --------- | ------------------------------------------------------------------- |
| 2009 | AVN Award         | Номінація | Найкращий вебсайт для дорослих                                      |
| 2011 | AVN Award         | Номінація | Найкращий фотосайт                                                  |
| 2011 | Galaxy Award      | Перемога  | Найкращий європейський еротичний вебсайт                            |
| 2011 | XBIZ Award        | Перемога  | Сайт року з мастурбацією дівчат                                     |
| 2012 | AVN Award         | Номінація | Найкращий фотосайт                                                  |
| 2012 | Galaxy Award      | Перемога  | Найкращий європейський софт-фотоконтент                             |
| 2012 | XBIZ Award        | Номінація | Дорослий сайт року — членська підписка (мастурбація/тільки дівчата) |
| 2012 | YNOT Award        | Номінація | Найкращий глобальний сайт для дорослих                              |
| 2013 | AVN Award         | Номінація | Найкращий вебсайт з членською підпискою                             |
| 2013 | AVN Award         | Номінація | Найкращий фотосайт                                                  |
| 2013 | RISE Award        | Перемога  | Улюбленець фанатів                                                  |
| 2013 | RISE Award        | Номінація | Сайт року                                                           |
| 2013 | XBIZ Award        | Номінація | Фотосайт року                                                       |
| 2014 | AVN Award         | Номінація | Найкращий гламурний вебсайт                                         |
| 2014 | GFY Award         | Перемога  | Найкраще виробництво контенту                                       |
| 2014 | XBIZ Award        | Номінація | Фотосайт року                                                       |
| 2015 | AVN Award         | Номінація | Найкращий гламурний вебсайт                                         |
| 2015 | XBIZ Award        | Перемога  | Дорослий сайт року — фотографія                                     |
| 2016 | AVN Award         | Номінація | Найкращий вебсайт з членською підпискою                             |
| 2016 | RISE Award        | Номінація | Найкраще виробництво                                                |
| 2016 | RISE Award        | Номінація | Улюбленець фанатів                                                  |
| 2016 | RISE Award        | Номінація | Сайт року                                                           |
| 2016 | XBIZ Award        | Номінація | Дорослий сайт року — фотографія                                     |
| 2017 | XBIZ Award        | Перемога  | Дорослий сайт року — фотографія                                     |
| 2018 | XBIZ Award        | Перемога  | Ню-фотосайт року                                                    |
| 2018 | XBIZ Europa Award | Номінація | Еротичний сайт року                                                 |
| 2019 | Fleshbot Award    | Номінація | Найкращий платний сайт                                              |
| 2019 | XBIZ Award        | Перемога  | Ню-фотосайт року                                                    |
| 2019 | YNOT Award        | Перемога  | Ню-сайт року                                                        |
| 2020 | Fleshbot Award    | Номінація | Найкращий платний сайт                                              |
| 2020 | GFY Award         | Перемога  | Найкращий софт/еротичний сайт                                       |
| 2020 | XBIZ Award        | Номінація | Ню-фотосайт року                                                    |
| 2021 | XBIZ Award        | Номінація | Ню-фотосайт року                                                    |
| 2022 | XBIZ Award        | Номінація | Фотосайт року                                                       |